# Péniche de débarquement Fairmile type H
La péniche de débarquement Fairmile type H était un modèle de péniche de débarquement britannique de la Seconde Guerre mondiale. Elle a été initialement conçue pour des raids de type « commando » à partir de bases en Grande-Bretagne, pour sonder les défenses de l’ennemi et obliger celui-ci à maintenir des troupes statiques. Certains exemplaires ont été convertis en navires d’appui feu.

## Variantes
Deux variantes ont été développées :

### La Fairmile type HLanding Craft Infantry(Small), ou LCI (S)
Il s’agissait de la péniche de débarquement d’infanterie classique.

### La Fairmile type HLanding Craft Support(Large), ou LCS (L)
Il s’agissait d’un bateau de soutien aux débarquements équipé d’armes supplémentaires pour fournir un appui feu aux péniches de débarquement, en particulier pour être en mesure de fournir une certaine capacité antichar. Ceci a été réalisé par le simple montage d’une tourelle de char avec son canon sur la plage avant.
Les techniques de construction habituelles de Fairmile ont été utilisées, avec tous les composants préfabriqués et fournis sous forme de kit aux chantiers navals pour l’assemblage et l’aménagement.

## Survivants
Un seul Fairmile type H subsiste encore, un vétéran du « jour J » et du coûteux assaut sur Walcheren. Il est désormais une péniche sur le fleuve Adur, à Shoreham-by-Sea dans le Sussex de l'Ouest, en Angleterre[réf. souhaitée].